# Pribošijevići
Pribošijevići (cyr. Прибошијевићи) – wieś w Bośni i Hercegowinie, w Republice Serbskiej, w gminie Rogatica. W 2013 roku liczyła 34 mieszkańców.